# Cerkiew św. Proroka Eliasza w Podbielu
Cerkiew pod wezwaniem św. Proroka Eliasza – prawosławna cerkiew parafialna w Podbielu (kolonii wsi Dubiażyn). Należy do dekanatu Bielsk Podlaski diecezji warszawsko-bielskiej Polskiego Autokefalicznego Kościoła Prawosławnego.
Świątynię wzniesiono na planie krzyża w 1876, rozbudowano w 1912. Budowla drewniana, o konstrukcji zrębowej, orientowana. Od frontu kruchta. Prezbiterium mniejsze od nawy, zamknięte trójbocznie, z dwiema bocznymi zakrystiami. Przy wejściu ganek. Nad kruchtą wieża (u dołu czworoboczna, wyżej ośmioboczna), zwieńczona ostrosłupowym, blaszanym hełmem. Dachy cerkwi blaszane. Nad końcową częścią nawy (zbudowaną na planie kwadratu) wieloboczny bęben o kopulastym dachu, z wieżyczką zwieńczoną baniastym hełmem. Nad pozostałą częścią nawy dach jednokalenicowy. Wokół cerkwi zabytkowe krzyże. Teren ogrodzony metalowo-murowanym parkanem, przy bramie (na zewnątrz) – zadaszona studnia.
Cerkiew została wpisana do rejestru zabytków 10 maja 1977 pod nr A-385.